# Ozero Borovno (sjö i Vitryssland)
Ozero Borovno (ryska: Озеро Боровно) är en sjö i Belarus.   Den ligger i voblasten Vitsebsks voblast, i den nordöstra delen av landet, 190 km nordost om huvudstaden Minsk. Ozero Borovno ligger 152 meter över havet. Arean är 1,9 kvadratkilometer. Den sträcker sig 1,9 kilometer i nord-sydlig riktning, och 1,4 kilometer i öst-västlig riktning.
Omgivningarna runt Ozero Borovno är en mosaik av jordbruksmark och naturlig växtlighet. Runt Ozero Borovno är det glesbefolkat, med 16 invånare per kvadratkilometer.